# Schwarzmangaben
Die Schwarzmangaben (Lophocebus) sind eine Primatengattung aus der Familie der Meerkatzenverwandten (Cercopithecidae). Die Gattung umfasst sechs Arten, die im mittleren Afrika leben.
Die Weißlid-Mangaben (Cercocebus) ähneln nach jüngsten Erkenntnissen den Schwarzmangaben nur oberflächlich, sind aber nicht näher verwandt, sodass die „Mangaben“ keine systematische Gruppe darstellen.

## Beschreibung
Im Gegensatz zu den Weißlid-Mangaben haben Schwarzmangaben ein schwarzes oder schwarzgraues Fell. Mit einer Kopfrumpflänge von 40 bis 72 Zentimeter sind sie auch kleiner als diese. Der buschige Schwanz wird 55 bis 100 Zentimeter lang und ihr Gewicht beträgt 4 bis 11 Kilogramm. Im Gegensatz zu anderen Backentaschenaffen ist der Geschlechtsdimorphismus (Männchen sind größer als Weibchen) weniger ausgeprägt.

## Verbreitungsgebiet und Lebensraum
Schwarzmangaben leben im mittleren Afrika, ihr Verbreitungsgebiet erstreckt sich vom südöstlichen Nigeria bis Nordangola, die Demokratische Republik Kongo und Tansania. Ihr Lebensraum ist vorwiegend tropischer Regenwald; sie halten sich meist in der Nähe von Gewässern auf.

## Lebensweise
Diese Tiere leben fast ausschließlich auf Bäumen und kommen nur selten auf den Boden. Sie halten sich meist im mittleren und oberen Bereich der Äste auf. Wie alle Altweltaffen sind sie tagaktiv. Schwarzmangaben leben in Gruppen von 10 bis 20 Tieren zusammen, die sich manchmal während der Nahrungssuche in kleinere Einheiten aufspalten. Diese Gruppen bestehen aus einem oder mehreren Männchen, zahlreichen Weibchen und deren Nachwuchs. Innerhalb der Gruppe kommunizieren die Tiere mit einer Reihe von Lauten und Körperhaltungen.
Die Tiere sind territorial und teilen anderen Gruppen durch Schreie ihren Aufenthaltsort mit. Aufgrund dieser Verständigung kommt es selten zu aggressiven Begegnungen verschiedener Gruppen.

## Nahrung

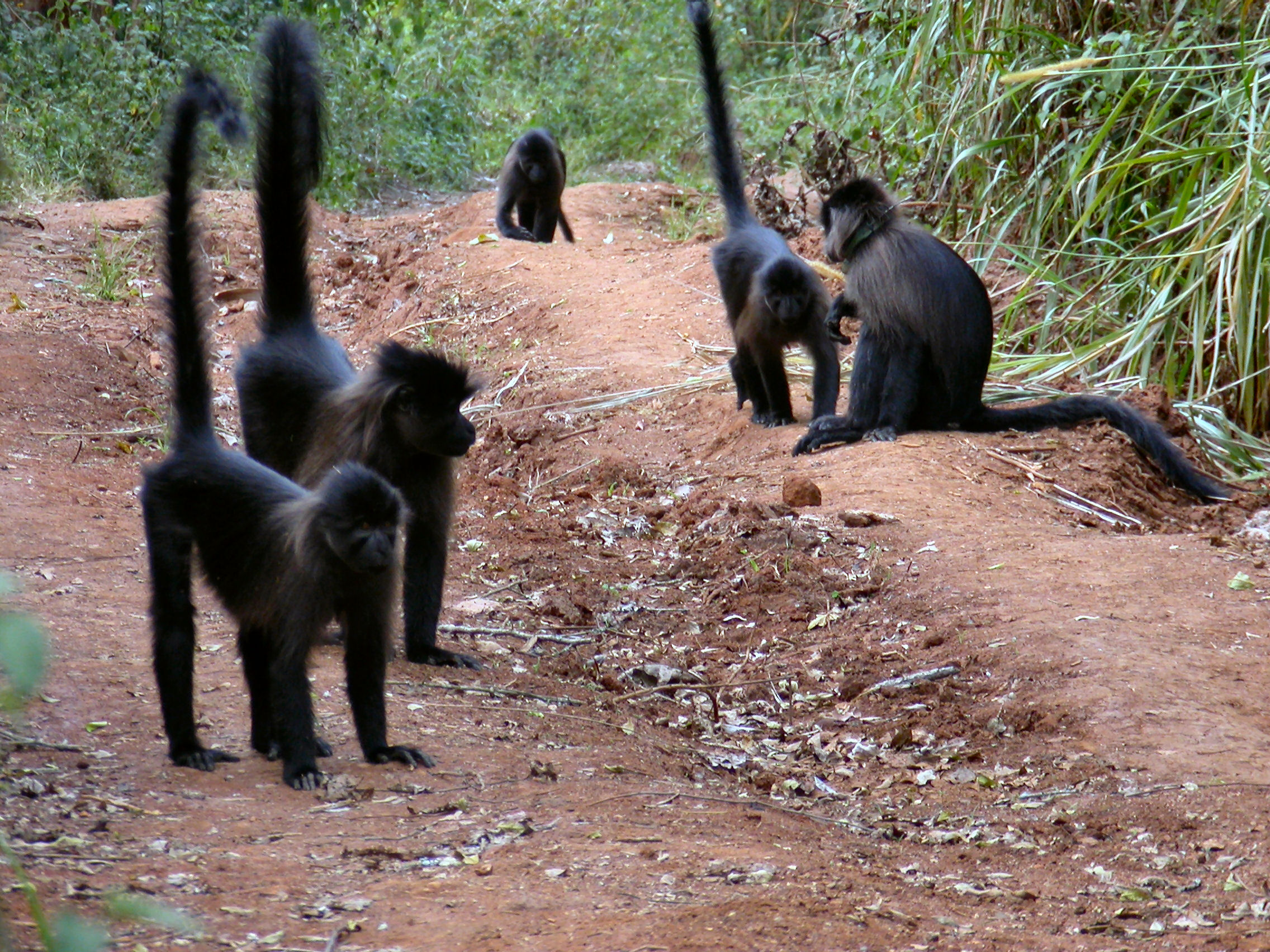
Ugandamangaben

Ihre Nahrung besteht aus Früchten, Nüssen und Kleintieren. Manchmal fallen sie auch in Plantagen ein und verzehren die Feldfrüchte, dies ist der einzige Anlass für sie, auf den Boden zu kommen.

## Fortpflanzung
Nach einer rund 175-tägigen Tragzeit bringt das Weibchen meist ein einzelnes Jungtier zur Welt. Die Dauer des Säugens ist nicht bekannt, es gibt aber Beobachtungen, dass sich auch andere Weibchen der Gruppe um den Nachwuchs kümmern. Weibchen erreichen die Geschlechtsreife mit drei Jahren, Männchen mit fünf bis sieben. Während männliche Tiere zu diesem Zeitpunkt ihre Geburtsgruppe verlassen müssen, bleiben weibliche Tiere zeit ihres Lebens in der gleichen Gruppe. Das höchste bekannte Alter eines Tieres in menschlicher Obhut betrug 32 Jahre, in freier Natur ist die Lebenserwartung sicherlich niedriger.

## Gefährdung
Zu den Bedrohungen der Schwarzmangaben zählen die Zerstörung ihres Lebensraums durch die Waldrodungen und die Bejagungen, wenn sie Plantagen verwüsten. Insgesamt zählen sie aber zu den weniger stark bedrohten Primaten des afrikanischen Kontinents.

## Die Arten
Es werden sieben Arten unterschieden:

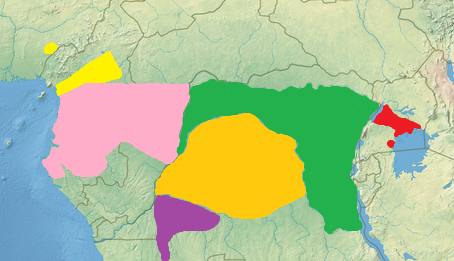
Die Verbreitungsgebiete der Schwarzmangaben:
Grauwangenmangabe
Uganda-Mangabe
Osman-Hill-Mangabe
Johnston-Mangabe
Schopfmangabe
Opdenbosch-Mangabe

- Mantelmangabengruppe, kommt nördlich des Kongobogens vor
  - Die Grauwangenmangabe (Lophocebus albigena) ist durch einen grauen Backenbart und eine graue, lange Schulterbehaarung gekennzeichnet. Sie lebt in Gabun und der Republik Kongo.
  - Die Johnston-Mangabe (Lophocebus johnstoni) hat ein dunkles Fell und lebt im Norden der Demokratischen Republik Kongo.
  - Die Uganda-Mangabe (Lophocebus ugandae) ähnelt der Grauwangenmangabe, ist aber deutlich kleiner. Sie ist in Uganda endemisch.
  - Die Osman-Hill-Mangabe (Lophocebus osmani) trägt rötlich-braune Haare an den Schultern, sie bewohnt das Kamerun-Plateau.
- Schopfmangabengruppe, kommt südlich des Kongobogens vor
  - Die Schopfmangabe (Lophocebus aterrimus) hat einen bräunlichen Backenbart und einen ausgeprägten Haarschopf am Kopf. Die Art lebt in der Demokratischen Republik Kongo.
  - Die Opdenbosch-Mangabe (Lophocebus opdenboschi) lebt in der Demokratischen Republik Kongo und in Angola.

Die Uganda-, die Osman-Hill und die Johnston-Mangabe gelten erst seit 2007 als eigene Arten, vorher wurden sie mit der Grauwangenmangabe als Mantelmangabe zusammengefasst.
Der 2005 entdeckte Kipunji-Affe, auch als Hochlandmangabe bezeichnet, wurde anfangs ebenfalls den Schwarzmangaben zugerechnet, wird jüngeren Untersuchungen zufolge allerdings in eine eigene Gattung, Rungwecebus, eingeordnet.